# James Paterson

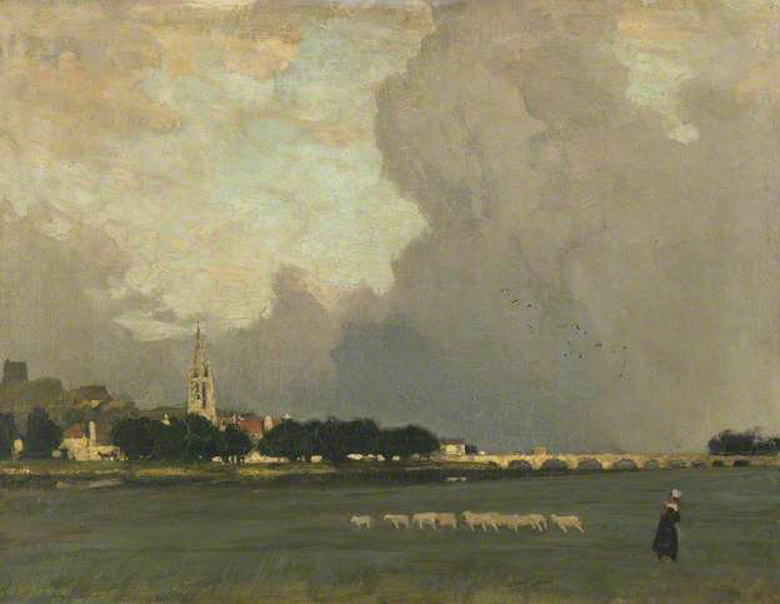
Montrichard - Esperando la tormenta

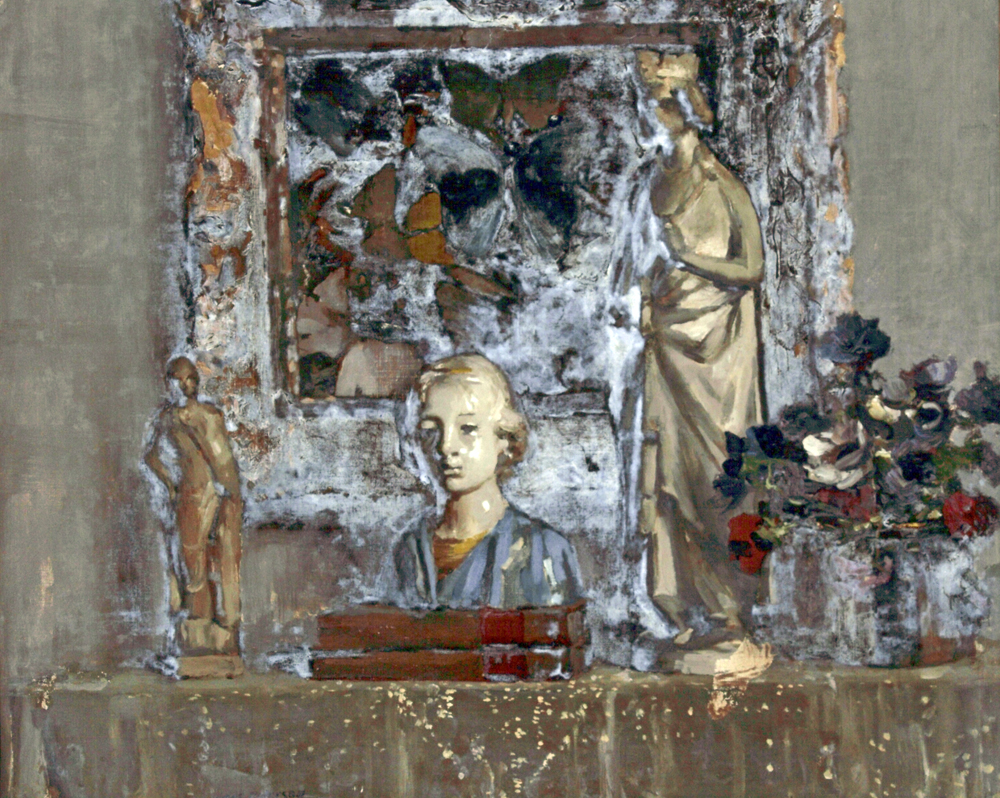
Mariposas

James Paterson (Blantyre, 21 de agosto de 1854-Edimburgo, 25 de enero de 1932), fue un pintor escocés integrante de los Glasgow boys.

## Vida
James Paterson era el hijo mayor del matrimonio formado por Andrew Paterson y Margaret Hunter. Su familia se dedicaba a la fabricación textil y él trabajó un tiempo como capataz y asociado. Su padre era un aceptable acuarelista y sus dos hermanos, también, tuvieron vocación artística: William fue propietario de una galería de arte y Alexander se convirtió en un renombrado arquitecto. 
James hizo estudios en la Escuela de Arte de Glasgow y en 1872 viajó a París para estudiar con Jacquesson de la Chevreuse y, luego, con Jean Paul Laurens. En 1877, junto a William York Macgregor, su condiscípulo en la escuela de Glasgow y amigo personal, recorrió distintos lugares de Escocia pintando en el plenairismo. En 1884, se casó con Eliza Fergunson, ubicándose en una casa de campo en Moniaive, Dumfriesshire. Al mismo tiempo, se vinculó con un grupo de pintores liderados por Macgregor en el que, entre otros, estaban: James Guthrie, George Henry, EA Walton y Edward Atkinson Hornel. Dicho grupo sería conocido como los Glasgow boys.
En 1885, fue elegido miembro de la Real Sociedad de Escocia de Pintores de Acuarelas y miembro asociado de la Royal Scottish Academy, en 1896, de la que sería nombrado un pleno adherente en 1910. En 1898, fue elegido asociado de la Royal Society of Painters in Water Colours. Se trasladó a Edimburgo, en 1906, enviudando cuatro años después, en 1910. Fue nombrado presidente de la Real Sociedad de Escocia de Pintores de Acuarelas en 1922. Después de su muerte, en 1932, su nieta Anne Patterson Wallace fundó un museo en Moniaive que lleva su nombre.

## Obra
James Paterson fue un pintor de retratos y paisajes, con sólidos conocimientos técnicos. Estuvo influenciado por la Escuela de Barbizón, el plenairismo y el modernismo. Se destacó como acuarelista, sobre todo, por los paisajes, de los que, trabajando al aire libre, supo captar las variaciones de la luz y sus efectos en la campiña escocesa.